# Taliesin (nome)
Taliesin  è un nome proprio di persona gallese maschile.

## Origine e diffusione
Richiama la figura di Taliesin, semi-leggendario poeta gallese vissuto nel VI secolo, poi oggetto egli stesso di varie opere letterarie, tra cui la cinquecentesca Storia di Taliesin; etimologicamente, il nome è composto dai termini gallesi tâl ("testa", "capo", fronte") e iesin ("bello", "avvenente", spesso reso con "brillante", "splendente"). L'uso del nome è documentato anche nei paesi anglofoni dal XIX secolo.

## Onomastico
Il nome è adespota, non essendo portato da alcun santo. L'onomastico si può festeggiare il 1º novembre, per Ognissanti.

## Persone
- Taliesin Jaffe, doppiatore, attore e scrittore statunitense